# Alex Wesby
Alex Wesby, född 7 maj 1980 i Philadelphia, USA, är en amerikansk basketspelare som tagit 2 SM-guld med Sundsvall Dragons säsongerna 2008/2009 och 2010/2011 och blev även 2010/2011 utsedd till Basketligans mest värdefulla spelare.

## Klubbar
- Temple Owls (1999-2003)
- Sundsvall Dragons